# Bartosz Szpak
Bartosz Szpak (ur. 12 kwietnia 1991 w Bielsku-Białej) – polski reżyser, kompozytor, scenarzysta, aktor filmowy i teatralny.

## Życiorys
Jest absolwentem III Liceum Ogólnokształcącego im. Stefana Żeromskiego w Bielsku-Białej. W 2015 roku ukończył studia na Wydziale Aktorskim PWSFTviT w Łodzi. 
Pracuje w duecie z Heleną Ganjalyan, tworząc filmy, reklamy i teledyski. Ich film "Ja" został nagrodzony Grand Prix oraz 1 nagrodą w kategorii Branded Stories 7. edycji prestiżowego konkursu reżyserskiego Papaya Young Directors.  
Realizuje autorskie produkcje dźwiękowe, w których odpowiada również za scenariusz i muzykę, między innymi "Czarne Źródło" z Anną Dereszowską i Andrzejem Chyrą, "Sherlock Holmes: Odcienie Czerni" z Robertem Więckiewiczem i Jackiem Braciakiem, oraz "Kim jest Max Winckler?" z Piotrem Fronczewskim i Marianem Dziędzielem w rolach głównych. Twórca pierwszego w Polsce musicalu audio pt. "Jestem Kim Chcesz" zrealizowanego we współpracy z Audioteka.pl i Teatrem Muzycznym Roma. 
W jego filmowym dorobku znajdują się polskie produkcje, w tym film "Broad Peak" Leszka Dawida oraz "Legiony" w reż. Dariusza Gajewskiego. 
Autor muzyki do filmów, przedstawień teatralnych, słuchowisk i pokazów mody.
Współpracował z uznanymi reżyserami dramatycznymi, takimi jak Mariusz Grzegorzek (Lament Łódzki, 2014) Jacek Orłowski (Próby, 2015).
W ramach niezależnych działań teatralnych współpracował z przedstawicielami polskiego offu, m.in. Dawid Zalesky ("Arcykłamcy" 2019) oraz Agata Baumgart ("Gdzie jest Zip Coon?"). Dwukrotnie uczestniczył w Nurcie OFF Festiwalu PPA we Wrocławiu.